# Derrick Henry Lehmer
Derrick Henry Lehmer (ur. 23 lutego 1905 w Berkeley, zm. 22 maja 1991 tamże) – amerykański matematyk, twórca testu Lucasa-Lehmera dla liczb Mersenne’a.

## Życiorys

### Młodość
Derrick Henry Lehmer przyszedł na świat w Berkeley w Kalifornii, w USA. Jego ojciec, Derrick Norman Lehmer, był profesorem matematyki w Uniwersytecie Kalifornijskim w Berkeley. D.H. Lemmer studiował fizykę na tymże Uniwersytecie, a po uzyskaniu bakalaureatu przeniósł się na dalsze studia na University of Chicago.

### Małżeństwo
W czasie studiów w Berkeley Lehmer poznał Rosjankę, Emmę Markowną Trocką, urodzoną w roku 1906, która studiowała nauki techniczne, zmieniła jednak zainteresowania i przeniosła się na matematykę; w tej dyscyplinie nauki uzyskała dyplom (bakalaureat) w roku 1928. W tym samym roku młodzi się pobrali i wyjechali do Providence w stanie Rhode Island, ponieważ Uniwersytet Browna zaoferował im pracę.

### Kariera
Derrick Henry Lehmer na Uniwersytecie Browna uzyskał najpierw magisterium, potem (w roku 1930) doktorat. Przez następne dwa lata był związany z California Institute of Technology i Uniwersytetem Stanforda. Następnie pracował w Lehigh University (od roku 1934 do 1940. Przez rok (1938–1939) przebywał z żoną w Cambridge, w Anglii. Lehmerowie mieli dwoje dzieci i z wybuchem wojny wrócili do USA.
W roku 1940 Derrick Henry Lehmer otrzymał propozycję pracy na Wydziale Matematyki Uniwersytetu Kalifornijskiego w Berkeley. Był tu profesorem aż do roku 1972, do uzyskania statusu „profesor emeritus”.
W latach 1945–1946 Derrick Henry Lehmer pracował w zespole ENIAC-a, pierwszego komputera w USA.